# Roto
Roto is een bestuurslaag in het regentschap Probolinggo van de provincie Oost-Java, Indonesië. Roto telt 4807 inwoners (volkstelling 2010).